# ABC News (США)

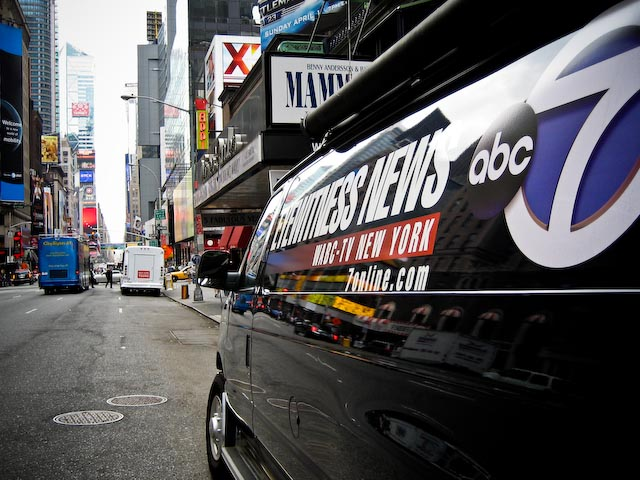
Машина програми «Eyewitness News» у Нью-Йорку, Таймс-Сквер

ABC News — американський новинний телеканал мережі American Broadcasting Company (ABC), що був запущений 15 червня 1945 року. Співпрацює з дочірнім супутниковим ABC Network і радіо Citadel Media. ABC News, в даний час належить ABC Entertainment Group, частині корпорації The Walt Disney Company.
Штаб-квартира ABC News, як і її студії, знаходяться в Нью-Йорку на Таймс-Сквер, з якого здійснюються деякі програми каналу ABC News Now, в тому числі Good Morning America.
| Телебачення | Це незавершена стаття про телебачення. Ви можете допомогти проєкту, виправивши або дописавши її. |